# Pandemia de COVID-19 na China continental
A pandemia de COVID-19 em 2020 foi manifestada pela primeira vez em um grupo com uma pneumonia misteriosa em Wuhan, capital da província de Hubei, na China continental. Um hospital de Wuhan notificou o centro local de controle e prevenção de doenças (CDC) e comissões de saúde em 27 de dezembro de 2019. Em 31 de dezembro, o CDC de Wuhan admitiu que havia um grupo com pneumonia desconhecida no Mercado Atacadista de Frutos do Mar de Huanan, depois que documentos não verificados apareceram na Internet.

## Contexto
O possível surto de doença logo chamou a atenção de todo o país, incluindo a Comissão Nacional de Saúde (NHC) em Pequim, que enviou especialistas a Wuhan no dia seguinte. Em 8 de janeiro, um novo coronavírus foi identificado como a causa da pneumonia. A sequência do vírus foi logo publicada em um banco de dados de acesso aberto. As medidas tomadas pela China foram amplamente elogiadas por muitos, incluindo a Organização Mundial de Saúde (OMS). A resposta da China parecia ser muito mais transparente, especialmente quando comparada à forma como o país respondeu à SARS em 2003.

## Cronologia

Data com o primeiro caso confirmado em cada província da China

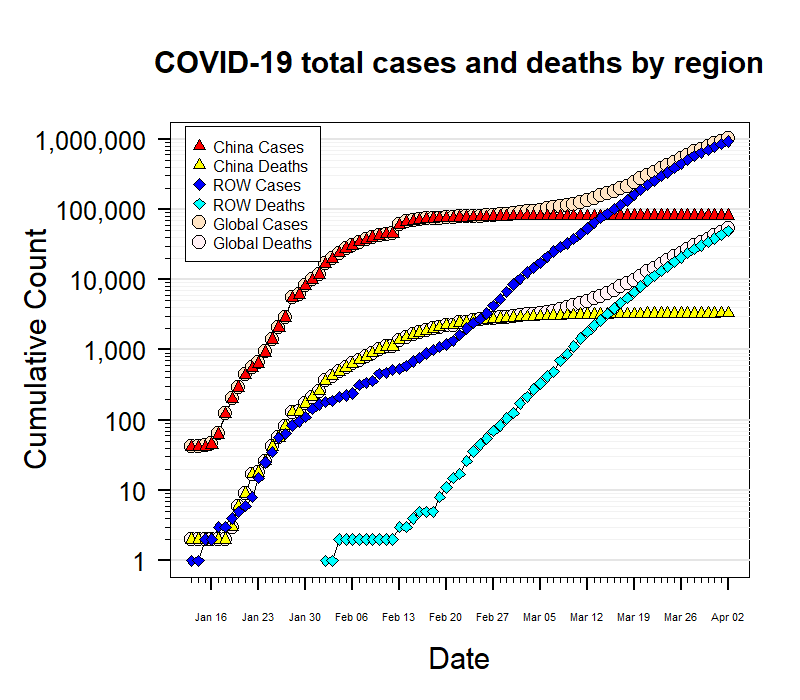
Gráfico semi-log dos casos confirmados e mortes na China indicam que a epidemia está numa fase exponencial.

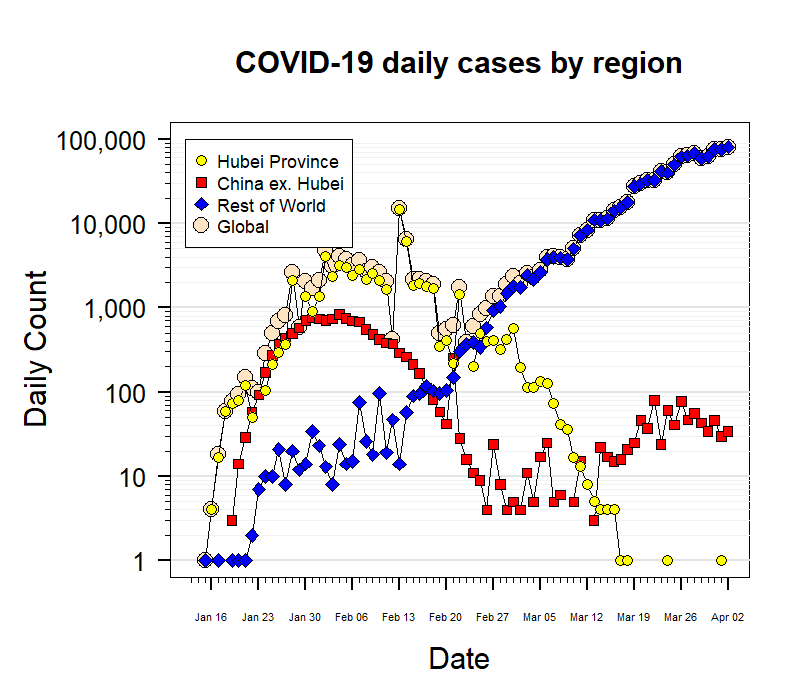
Gráfico semi-log de incidência epidemiológica diária de casos por região: Província de Hubei; China continental excluindo Hubei; o resto do mundo (ROW); e o total mundial.

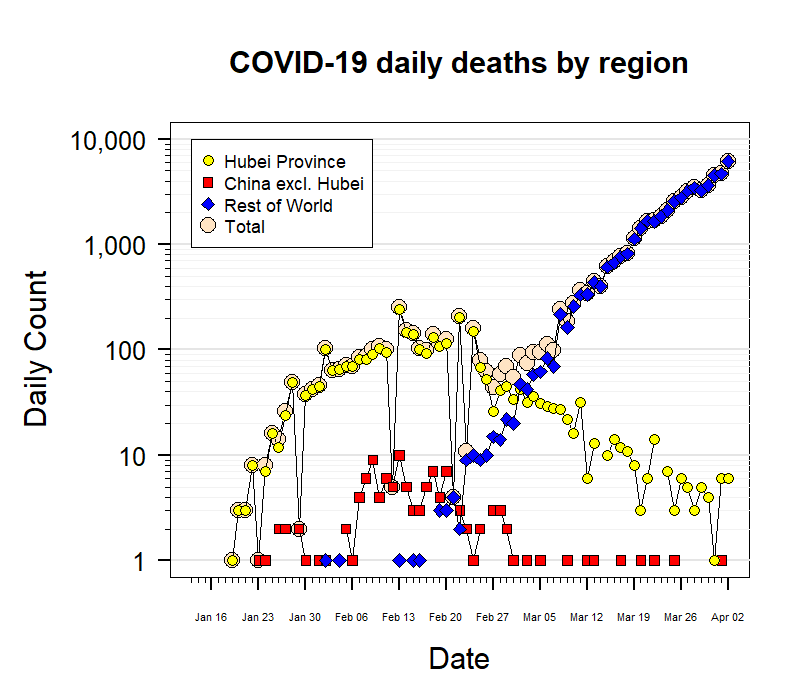
Gráfico semi-log de mortes diárias pelo coronavírus por região: Província de Hubei; China continental excluindo Hubei; o resto do mundo (ROW); e o total mundial.

Predefinição:Dados da pandemia de COVID-19/Gráfico de casos médicos na China continental

### Novembro de 2019
Um caso confirmado do novo coronavírus surgiu em 17 de novembro de 2019, de acordo com relatórios de 13 de março de fontes oficiais do governo chinês, mas não foi reconhecido na época. Pode ter havido pacientes anteriores; a busca por eles continua.

### Dezembro de 2019

#### 1 de dezembro de 2019
Em janeiro de 2020, uma equipe de médicos especialistas chineses foi encarregado de investigar o início do que é hoje conhecido como o Coronavírus Wuhan ou pneumonia de Wuhan. A 24 de janeiro de 2020, o seu relatório foi publicado no The Lancet. A equipe observou em sua revisão dos registros médicos locais que o primeiro paciente, posteriormente diagnosticado com o COVID-19, apresentou sintomas pela primeira vez a 12 de dezembro de 2019. No entanto, a equipe de especialistas encontrou um caso anterior de um paciente que teve sintomas pela primeira vez a 1 de dezembro de 2019, apontando para uma origem ainda mais precoce.

#### 8–18 de dezembro de 2019
Além desse caso inicial, entre 8 e 18 de dezembro, foram documentados sete casos mais tarde diagnosticados com COVID-19, dois deles vinculados ao Mercado Atacadista de Frutos do Mar de Huanan em Wuhan, cinco não.

#### 12 de dezembro de 2019
A Televisão Central da China, rede pública de televisão aberta do país, reportou em uma transmissão no dia 12 de janeiro de 2020 que um "novo surto viral foi detectado pela primeira vez na cidade de Wuhan, China, no dia 12 de dezembro de 2019."

#### 21 de dezembro de 2019
Epidemiologistas chineses juntamente ao Centro Chinês para Controle e Prevenção de Doenças (CCCPD) publicaram um artigo em 21 de janeiro de 2019 afirmando que o primeiro grupo de pacientes com "pneumonia de causa desconhecida" foi identificado em 21 de dezembro de 2019.

#### 24 de dezembro de 2019
É reportada a primeira coleta de amostras do vírus para a realização de seu sequenciamento genético.

#### 25 de dezembro de 2019
É reportado que dois médicos em dois hospitais em Wuhan estão sob suspeita de infecção e foram colocados em isolamento em 25 de dezembro.

#### 26 de dezembro de 2019
Em 26 de dezembro de 2019, um laboratório identificou o coronavírus das amostras coletadas em 24 de dezembro como sendo o mais próximo ao coronavírus de síndrome respiratória aguda de morcegos.

#### 27 de dezembro de 2019
Em 27 de dezembro de 2019, a sequência praticamente completa das amostras anteriores foi finalizada e compartilhada ao Instituto de Biologia Patogênica, Academia Chinesa de Ciências Médicas & Faculdade de Medicina da União de Pequim  (ACCM&FMUP).

#### 29 de dezembro de 2019
De acordo com uma publicação do CCCPD em 31 de janeiro de 2020, os fatos que levaram à identificação do 2019-nCoV foram os seguintes: "Em 29 de dezembro de 2019, um hospital em Wuhan recebeu quatro indivíduos com pneumonia e reconheceu que todos os quatros haviam trabalhado no Mercado Atacadista de Frutos do Mar de Huanan, que vende aves vivas, produtos aquáticos, além de diversos tipos de animais selvagens. O hospital reportou essa ocorrência ao CCCPD, o que levou a equipe do centro em Wuhan a iniciar uma investigação de campo em uma busca retrospectiva por pacientes de pneumonia potencialmente relacionados aos mercado. Os investigadores encontraram pacientes adicionais ligados ao mercado, e em 30 de dezembro, autoridades de saúde da província de Hubei reportaram tal grupo ao CCCPD. No dia seguinte, o CCCPD enviou especialistas a Wuhan para apoiar a investigação e controlar a situação. Amostras desses pacientes foram obtidas para a realização de análises laboratoriais."

#### 30 de dezembro de 2019
Em 30 de dezembro de 2019, o relatório de sequenciamento genético do patógeno de um paciente indicou incorretamente a descoberta do coronavírus da síndrome respiratória aguda grave (coronavírus de SARS ) no resultado do teste. Após receberem o resultado do teste, diversos doutores em Wuhan compartilharam a informação pela internet, incluindo o oftalmologista do Hospital Central de Wuhan, Dr. Li Wenliang, que alertou os alunos de suas aulas de medicina através do fórum online WeChat que um grupo de sete pacientes que se tratavam no departamento de oftalmologia não haviam obtido sucesso no tratamento para sintomáticos de pneumonia viral e foram diagnosticados com SARS. Por não responderem aos tratamentos tradicionais, estes pacientes foram colocados sob quarentena num serviço de urgência do Hospital Central de Wuhan. Na postagem no WeChat, Li falsamente afirmou que "O Hospital possui muitos casos confirmados de SARS" e "Existem 7 casos confirmados de SARS". Dr. Li também publicou um trecho de uma análise de RNA apontando o "coronavírus de SARS" e extensas colônias de bactérias nas vias respiratórias de um paciente.
Quatro dias após ter feito essas publicações, Dr. Li foi preso pelo regime Chinês acusado de "divulgar informações falsas" que "causaram distúrbios graves à ordem social", tendo sido forçado a assinar um termo onde se declarava culpado e com um aviso por parte das autoridades chinesas de que "Nós o alertamos solenemente: se você continuar sendo teimoso, com essa impertinência, e mantiver sua atividade ilegal, será levado à Justiça. Está entendido?", e por fim por acabou por contrair o coronavírus de um paciente que tratou, sendo hospitalizado em 12 de janeiro de 2020 e falecendo em 7 de fevereiro de 2020.
Notícias referentes a um surto de "pneumonia de origem desconhecida" começaram a circular nas mídias sociais. Os relatos afirmavam que 27 pacientes em Wuhan (em sua maioria vendedores do Mercado de Huanan) estavam em tratamento pela doença misteriosa.
Mais tarde no mesmo dia, foi emitido um "comunicado de urgência sobre o tratamento de uma pneumonia de origem desconhecida" por parte da Administração Médica do Comitê Municipal de Saúde de Wuhan. Foi notificado que desde o começo de dezembro, "uma série sucessiva de pacientes com uma pneumonia sem explicação": 27 casos suspeitos no total, sete dos quais estavam em condição crítica e 18 em condição estável, sendo que dois receberiam alta em breve. O Comitê Municipal de Saúde de Wuhan também fez um anúncio público em relação à situação.
Investigações iniciais em relação à pneumonia descartaram a hipótese de ser gripe sazonal, SARS, MERS e gripe aviária.
Durante a noite, a Secretária de Alimentação e Saúde de Hong Kong Sophia Chan Siu-chee anunciou após uma reunião em caráter de urgência realizada com oficiais e especialistas: "[quaisquer casos suspeitos] que incluam a presença de febre e problemas respiratórios agudos ou pneumonia, e histórico de viagem para Wuhan em até 14 dias antes do início dos sintomas, colocaremos tais pacientes em isolamento."

#### 31 de dezembro de 2019
Em 31 de dezembro de 2019, a China contata a Organização Mundial da Saúde e a informa a respeito de "casos de pneumonia de etiologia [causa] desconhecida detectados em Wuhan". Um "aviso urgente sobre o tratamento de pneumonia de causa desconhecida" foi enviado ao Centro Municipal de Saúde de Wuhan.
Como resultado do anúncio oficial da Comissão Municipal de Saúde de Wuhan, Hong Kong, Macau e Taiwan imediatamente fortalecerem seus processos de restrição de entrada.
Qu Shiqian, um vendedor do Mercado de Huanan, reporta que oficiais do governo desinfectaram as barracas no dia 31 de dezembro de 2019 e pediram que os vendedores utilizassem máscaras. Qu diz que ele somente soube a respeito do surto de pneumonia por meio do noticiário. "Antes eu pensei que eles tivessem gripe", afirma. "Não deve ser nada sério. Nós somos comerciantes de pescado, como podemos ficar infectados?".
"A televisão estatal da china anunciou que um time de especialistas da Comissão Nacional de Saúde chegaram em Wuhan no dia 31 de dezembro de 2019 para liderar a investigação, enquanto o Diário do Povo afirmou que a causa exata permanecia incerta e seria prematuro especular." A Televisão Central da China anunciou que um time sênior de especialistas de saúde haviam sido enviados para Wuhan e estavam "conduzindo uma relevante inspeção e trabalho de verificação."
Tao Lina, uma especialista em saúde pública e ex-oficial do Centro de Controle e Prevenção de Doenças de Xangai, afirmou: "Penso que somos [agora] plenamente capazes de acabar com isso em sua fase inicial, dado o sistema de controle de doenças, capacidade de lidar com emergências e suporte médico clínico da China."

### Janeiro de 2020

##### 1 de janeiro
De acordo com informações fornecidas pelo South China Morning Post em 13 de março de 2020, autoridades chinesas identificaram, até essa data, 266 pessoas cuja infecção teve inicio no começo de 2020.
De acordo com a agência estatal Xinhua News, o Mercado por Atacado de Produtos do Mar de Huanan foi fechado a 1 de janeiro de 2020 para "renovações". No entanto, no relatório do consórcio datado de 24 de janeiro de 2020 indicam que o Mercado de Produtos do Mar de Huanan tinha sido encerrado a 1 de janeiro para "limpeza e desinfecção. No entanto, o vírus só pode permanecer em superfícies por um determinado tempo, o que inutilizou a ação".

#### 2 de janeiro
A 2 de janeiro, foram confirmados como tendo contraído (confirmado por laboratório) o 2019-nCoV, 41 casos de pacientes hospitalares em Wuhan. Vinte e sete dos pacientes (66% do total de 41) tinham estado em contacto direto com o Mercado por Atacado de Produtos do Mar de Huanan. Todos os 41 pacientes foram realocados posteriormente para o Hospital Jinyintan em Wuhan, China.

#### 3 de janeiro
Em 3 de janeiro de 2020, cientistas chineses do Instituto Nacional de Controle e Prevenção de Doenças Virais (ICDV) determinaram a sequência genética do novo coronavírus β-genus (nomeando-o de '2019-nCoV') a partir de espécimes coletados de pacientes em Wuhan, China, e três linhagens distintas foram estabelecidas.
Autoridades de saúde em Wuhan reportaram 44 casos, um grande salto em relação aos 27 reportados na terça-feira anterior. Onze dos 44 eram casos sérios, afirmou a Comissão Municipal de Saúde de Wuhan, embora não houvessem mortes reportadas até a data. A saúde dos 121 contatos próximos dos casos também passou a ser monitorada.
Em 3 de janeiro de 2020, Li Wenliang, oftalmologista de Wuhan, foi convocado pelo Escritório de Segurança Pública de Wuhan onde foi solicitado que assinasse uma confissão oficial e uma carta de advertência prometendo para com de espalhar "rumores" falsos em relação ao coronavírus. Na carta, ele foi acusado de "fazer falsos comentários" que haviam "perturbado severamente a ordem pública". A carta afirmava o seguinte: "Nós solenemente o alertamos: se você continuar sendo teimoso, com tanta impertinência, e continuar sua atividade ilegal, você será levado à justiça — está compreendido?" Li assinou a confissão assinando: "Sim, eu entendo."
No final de janeiro, a Suprema Corte Popular repreendeu a polícia por punir Li e seus companheiros doutores. A polícia de Wuhan afirmou que Li Wenliang não foi preso ou multado, mas alertado por espalhar que "Existem 7 casos confirmados de SARS", o que não era verdade.
O secretário do Departamento de Saúde e Serviços Humanos dos Estados Unidos, Alex Azar, foi alertado em 3 de janeiro que o diretor do Centro de Controle e Prevenção de Doenças, Robert Redfield, teve discussões com doutores chineses a respeito do vírus.

#### 4 de janeiro
Autoridades chinesas foram criticados por falharem em divulgar qualquer tipo de informação sobre o "vírus misterioso" que traduções automáticas de relatórios oficiais sugerem ser um novo coronavírus.
A OMS aguardou a China disponibilizar informações sobre o "misterioso novo vírus de pneumonia". A agência das Nações Unidas ativou seu sistema de gerenciamento de incidentes nos níveis nacional, regional e global e começou a se preparar para lançar uma resposta mais ampla, caso necessário. O gabinete regional da OMS em Manila afirmou através de postagens na rede social Twitter que: "#China reportou à OMS em relação a um surto de pneumonia em Wuhan, província de Hubei. O governo também se encontrou com o gabinete de nosso país, e atualizou a @WHO em relação à situação. Ações do governo para controlar o incidente foram instituídas e investigações em relação à causa estão em andamento.", no original: "#China has reported to WHO regarding a cluster of pneumonia cases in Wuhan, Hubei Province.The Govt has also met with our country office, and updated @WHO on the situation. Govt actions to control the incident have been instituted and investigations into the cause are ongoing."
O Instituto de Virologia de Wuhan não respondeu a um email que solicitava por comentários em relação à origem da infecção.

#### 5 de janeiro
O número de casos suspeitos chega a 59 com sete em condição crítica. Todos foram postos sob quarentena e oficiais médicos locais começaram a monitorar 163 de seus contatos. Nesse momento, não haviam casos reportados de transmissão entre humanos ou de contaminação em trabalhadores de saúde.

#### 6 de janeiro
Em 6 de janeiro, autoridades de saúde de Wuhan anunciaram que continuavam a busca pela origem, mas até o momento haviam descartado a hipótese de gripe, gripe aviária, adenovírus, e coronavírus de SARS e MERS como sendo o patógeno respiratório que infectou 59 pessoas em 5 de janeiro.

#### 7 de janeiro
Desde o início da explosão de discussões nas mídias sociais em relação ao surto da pneumonia misteriosa em Wuhan, China, as autoridades chinesas censuraram a hashtag #WuhanSARS e começaram a investigar qualquer um que estava alegadamente disseminando informação incorreta em relação ao surto nas redes sociais.
O mundo continua a esperar que a China forneça mais informações a respeito da doença e sobre o que deu início ao inexplicado surto de pneumonia em Wuhan, décima maior cidade da China.
"O Centro para Controle e Prevenção de Doenças dos EUA (CCD) emitiu um aviso de viagem na segunda-feira para viajantes de Wuhan, província de Hubei, China, devido ao surto de casos de pneumonia de etiologia desconhecida…"

#### 8 de janeiro
Cientistas na China anunciam a descoberta de um novo coronavírus.

#### 9 de janeiro
A OMS confirma que o novo coronavírus foi isolado a partir de uma pessoa que havia sido hospitalizada. No mesmo dia, o Centro Europeu para Controle e Prevenção de Doenças publicou sua primeira avaliação de riscos. A OMS também reportou que as autoridades chinesas agiram rapidamente, identificando o novo coronavírus em semanas desde o início do surto, com o número total de pessoas cujos testes resultaram positivo chegando a 41. A primeira morte pelo vírus ocorreu em um homem de 61 anos que era cliente regular do mercado. Ele possuía condições médicas significantes, incluindo doença hepática crônica, e morrer de insuficiência cardíaca e pneumonia. O incidente for noticiado na China pela comissão de saúde por meio da mídia estatal chinesas em 11 de janeiro.
Cientistas chineses relatam na CCTV que encontraram um novo "coronavírus em 15 de 57 pacientes com a doença na cidade central de Wuhan, afirmando que fora preliminarmente identificado como o patógeno responsável pelo surto". Os cientistas anunciaram que o atual "Vírus de Wuhan", um coronavírus, parecia não ser tão letal quanto o SARS. Também relataram que o novo surto viral foi primeiro detectado na cidade de Wuhan em 12 de dezembro de 2019. Adicionalmente, um total de 59 pessoas foram identificadas como tendo contraído a doença, sete pacientes estavam em condição crítica em algum nível, e nenhum trabalhador da saúde foi reportado como tendo sido infectado.

## Resposta governamental

### Resposta tardia
No entanto, a resposta tardia e controversa das autoridades de Wuhan e Hubei não conseguiu conter o surto no estágio inicial, o que levou a críticas do público e da mídia. Em 29 de janeiro, o vírus havia se espalhado para todas as províncias da China continental.
Em 8 de fevereiro, mais de 724 haviam morrido de pneumonia associada à infecção por coronavírus e 34.878 foram confirmados como infectados. Somente em Hubei, houve 24.953 casos de infecções e 699 mortes relacionadas. Todas as províncias da China continental iniciaram o nível mais alto de resposta a emergências de saúde pública. A OMS declarou o surto uma "emergência de saúde pública de âmbito internacional" em 31 de janeiro, por medo de que o vírus se espalhe além da China para onde não existe um sistema de saúde robusto, apesar de sua confiança nos esforços da China.

### Grupo especial para controle de epidemias
O secretário-geral do Partido Comunista Chinês, Xi Jinping, alertou para uma "situação grave" que a China enfrenta. O Politburo do Partido formou um grupo especial para controle de epidemias, liderado pelo primeiro-ministro Li Keqiang. As celebrações do ano novo chinês foram canceladas. Os passageiros foram verificados por suas temperaturas. Comandos para controle de epidemias (CEC) foram formados em diferentes regiões, incluindo Wuhan e Hubei. Muitos serviços de ônibus entre províncias e serviços ferroviários foram suspensos. No dia 29, todas as cidades de Hubei estavam em quarentena. As leis de toque de recolher estão em prática em Huanggang, Wenzhou e outras cidades do continente. A região também vê uma enorme escassez de máscaras faciais e outros equipamentos de proteção, apesar de ser o centro de fabricação mundial desses produtos.
Com o aumento dos casos relatados de infecções, o medo aumentou, juntamente com a discriminação regional na China e a discriminação racial fora da China, apesar dos pedidos de interromper a discriminação por muitos governos. Alguns rumores circularam pelas mídias sociais chinesas, junto com os esforços de contra-boatos da mídia e dos governos.